# Bijleveld
Bijleveld (también: van Eijk Bijleveld y van Eyk Bijleveld etc.) ha sido una familia de patricia en Ámsterdam, La Haya y Leiden desde la Hegemonía neerlandesa del siglo XVII. La familia Bijleveld es originaria de Alemania. Esta famillia Bijleveld no se debe confundir con otros famillia Bijleveld que se deriva de Rhoon. 